# Horní Hradiště
Horní Hradiště je vesnice, část města Plasy v severovýchodní části okresu Plzeň-sever v Plzeňském kraji. Leží dva kilometry severně od Plas. Její katastrální území zaujímá 411,46 ha. Vesnice je součástí Mikroregionu Dolní Střela.
Horní Hradiště sousedí s vesnicemi Mladotice na severu, s Žebnicí na východě a s městem Plasy na jihu. Vesnicí protéká Hradišťský potok.

## Historie
V písemných pramenech se první zmínka o Horním Hradišti vyskytuje až v polovině 13. století a to jako vesnice Ober Hradist.[zdroj?] První písemná zmínka o vesnici pochází z roku 1420.

## Obyvatelstvo
| Rok            | 1869 | 1880 | 1890 | 1900 | 1910 | 1921 | 1930 | 1950 | 1961 | 1970 | 1980 | 1991 | 2001 | 2011 | 2021 |
| -------------- | ---- | ---- | ---- | ---- | ---- | ---- | ---- | ---- | ---- | ---- | ---- | ---- | ---- | ---- | ---- |
| Počet obyvatel | 272  | 284  | 290  | 265  | 255  | 259  | 236  | 229  | 233  | 212  | 181  | 164  | 154  | 181  | 168  |
| Počet domů     | 25   | 30   | 33   | 38   | 38   | 41   | 50   | 82   | 57   | 58   | 54   | 58   | 60   | 63   | 67   |

## Obecní správa
Při sčítání lidu v letech 1869–1910 Horní Hradiště bylo osadou obce Žebnice v okrese Kralovice. V letech 1921–1980 byl samostatnou obcí, se kterým patřilo nejprve do okresu Kralovice, ale v roce 1950 v okrese Plasy a v letech 1961–1980 v okrese Plzeň-sever. Od 1. července 1980 je částí města Plasy v okrese Plzeň-sever.

## Pamětihodnosti
- hradiště